# Dzifa Kusenuh
Dzifa Afi Kusenuh (Utrecht, 3 maart 1995) is een Nederlands-Ghanees actrice, presentatrice en zangeres. Ze werd landelijk bekend door haar jarenlange deelname aan het populaire jeugdprogramma Checkpoint. Daarnaast is ze als actrice in verschillende films en series te zien en presenteert ze programma's voor zowel televisie als internet.

## Levensloop en carrière

### Actrice
Kusenuh maakt in 2007 haar acteerdebuut in de AVRO-serie Villa Neuzenroode, waarin ze de rol van Anouk speelt. In 2010 speelt ze de rol van Maja in de EO-dramaserie Verborgen Verhalen.
Landelijke bekendheid krijgt Kusenuh in 2011, als testteamlid van het televisieprogramma Checkpoint. Ze maakt dat jaar haar debuut in het vijfde seizoen en zou uiteindelijk tot en met het veertiende seizoen in 2017 deel uitmaken van het testteam. In deze hoedanigheid doet ze ook mee aan de theatervoorstellingen van Checkpoint.
Naast haar jarenlange deelname aan Checkpoint blijft Kusenuh acteren. Zo speelt ze in 2014 de rol van Petra in de korte film Perception. In 2016 figureert Kusenuh in Jonna Frasers videoclip Motion en in 2017 doet ze mee in de korte film Van Mars en Venus als Petra.
In 2018, nadat haar deelname aan Checkpoint tot een einde is gekomen, zijn er verschillende acteerklussen voor Kusenuh. Zo speelt ze de rol van Loubna in de telefilm Gelukszoekers. Ook zit ze in de webserie De slet van 6vwo als Akúa en in Casa Loco als Joyce. Op televisie vervult ze nog de gastrol van Maryam in SpangaS op zomervakantie.
Sinds 2021 is Kusenuh te horen als voice-over in de jeugdserie Brugklas. In december dat jaar speelt en zingt ze mee in Kerst met de Zandtovenaar. In 2022 is Kusenuh te zien als Robin in de RTL 4-soap Goede tijden, slechte tijden.
Na ongeveer drie jaar niet meer als actrice op televisie te zien te zijn geweest is Kusenuh in 2025 een van de hoofdrolspelers in de serie Oorlogsdetective op NPO Zapp.

### Presentatrice
In 2016 begint Kusenuh als presentatrice en gaat ze aan de slag bij de internetplatforms LifeHunters en #First.
In januari 2018 maakt Kusenuh haar opwachting als een van de copresentatoren van Zapplive, vanwege het zwangerschapsverlof van Saskia Weerstand. Op 27 juli van datzelfde jaar wordt bekendgemaakt dat zij de nieuwe presentatrice wordt van de BNN-webserie Drugslab, die is voortgekomen uit Spuiten en Slikken. Ze deed dit totdat de serie eind 2019 tot een einde kwam. Ze blijft nadien echter wel binnen de kringen van Spuiten en Slikken; ze gaat aan de slag voor het programma Climax.
Verder is Kusenuh op 7 februari 2019 te zien als invalpresentatrice van de appquiz LUCKY13. Ook presenteert ze later dat jaar de webserie BoldBattle, samen met Rijk Hofman. Op televisie presenteert ze vanaf dat najaar Na het Nieuws, samen met Sophie Frankenmolen en Samya Hafsaoui. Als Kusenuh op 15 juli 2020 als kandidaat te zien is in De Slimste Mens, wordt aldaar bekendgemaakt dat ze presentatrice van 3 op Reis wordt. Ze zou tot 2025 in het programma te zien zijn.
In 2021 presenteert Kusenuh de Spuiten en Slikken Sekstest, samen met Emma Wortelboer en Jurre Geluk. Later in datzelfde jaar is ze presentatrice van de online documentaireseries De Grens van OnlyFans en Maandverbond. Voor laatstgenoemde productie wint ze de Prix Europa Award voor het beste online mediaproject van 2021., in 2022 gevolgd door de NPO-Innovatieprijs. Dat jaar wordt ze ook presentatrice van de online series WTFFF!? en Dzifa's DM. Op tv presenteert ze samen met Sahil Amar Aïssa De Nationale Reistest en is ze een van de presentatoren van Natuur de Luxe.

### Zangeres
Begin 2017 brengt Kusenuh als zangeres haar debuutsingle uit.
In 2019 zingt ze mee in Gianski's single en bijbehorende videoclip Spelletjes. In mei dat jaar brengt ze de single Mind Your Mind uit, dat ze schrijft tijdens een Drugslab-test waarbij ze onder invloed van Ritalin is. Kort daarna zingt ze mee op de plaat Loading... van Corner Arcade.
In januari 2020 komen de singles Luv en Amazin' uit die Kusenuh samen met Blxck Rxyxlty heeft gemaakt en ingezongen.
In 2024 brengt Kusenuh haar eerste EP As Above So Below uit.

### Overig
In 2022 was Kusenuh een van de deelnemers aan het 22e seizoen van het RTL 4-programma Expeditie Robinson. Ze viel als zestiende af en eindigde daarmee op de zesde plek.
In 2024 is Kusenuh te zien in de documentairefilm Vodu, die op 11 november dat jaar in première gaat.

## Trivia
- In 2007 speelt Kusenuh samen met onder meer Rick Mackenbach in Villa Neuzenroode. In 2010 zitten ze weer in dezelfde productie wanneer ze allebei een hoofdrol spelen in een aflevering van Verborgen Verhalen en in 2011 zijn ze beiden testteamlid in Checkpoint.[2][8]